# 山崎たくみ
山崎 たくみ（やまざき たくみ、1964年4月14日 - ）は、日本の男性声優、音響監督。東京都武蔵野市吉祥寺出身。

## 経歴
幼いころに「鳥になりたい」という夢を持ち、その次は鳥は無理だから、宇宙飛行士になりたいという夢を持っていた。軍のパイロットが宇宙飛行士になるケースが多いことを知り、「戦闘機のパイロットになろう」と憧れていたが、中学時代に本の読み過ぎで近視になり断念する。高校時代に演劇部の部長をしている友達に廃部寸前の演劇部に名前を貸す形で入部したが、「せっかくだから一回くらい出ない？」と言われ、脚本と舞台を担当する。その後、舞台をしばらくやってから声優としてデビューする。また声だけで表現する難しさに魅かれて声優を目指したと語っている。
俳協演劇研究所14期生、バオバブ学園（現：ビジュアル・スペース俳優養成所）4期生、ぷろだくしょんバオバブを経て、現在はT.S.P代表。
井上喜久子のファンクラブ関係のイベントの司会を務めることが多い。また、日本工学院専門学校の講師を務めており、その日本工学院が制作協力に参加しているテレビアニメ『たちゅまる劇場』では音響監督を担当している。
2014年から、声優スクール「スタジオにょっき」の本部長を務めている。

## 人物

### 特色
声種はバリトン。前述の通り舞台を経験があることから、声が大きく、山崎曰く「人間拡声器」と語る。大きいだけでなく声質もクオリティが高いため、すこぶる良い声が遠くすみずみまで届くという。
シリアスからコミカルな役どころまで多彩に演じており、特にギャグ的な演技に味を発揮している。ヒーロー的なキャラクター、動物役も多い。
山崎の二枚目役のデビュー作は『機動武闘伝Gガンダム』のジョルジュ・ド・サンド役だと語るが、実際にオーディションに合格した時は驚いていたという。
『シティーハンター』に出演して以降は、諏訪道彦が参加する作品に出演している。2019年時点で諏訪の忘年会では、人数がいっぱいになり会場空間が思い切り騒がしくなっていた時に、山崎がすごく役立ってくれるという。2019年には『劇場版シティーハンター 〈新宿プライベート・アイズ〉』の氷枝計役を演じた。

#### 塩沢兼人の持ち役の引き継ぎについて
塩沢兼人の死去後、持ち役を多く引き継いでいる。塩沢との親交は深く、ゲーム『スーパーロボット大戦α外伝』にて『銀河旋風ブライガー』の木戸丈太郎/ブラスター・キッドの声を代演した際、「もちろん塩沢さんと同じ声にならないのはわかってますけど、塩沢さんへの思いを込めてやります」という意気込みで臨んだという。以後「スーパーロボット大戦シリーズ」では塩沢が演じたキャラクターの声を数多く代演している。『クレヨンしんちゃん』のキャラクターぶりぶりざえもんの代役の話もあったが、制作スタッフの意向によって実現しなかった。
『聖闘士星矢 冥王ハーデス十二宮編』で塩沢の持ち役である牡羊座のムウを担当することになった際は、当初は不安を感じていたが、共演者の古谷徹や矢田耕司からは「たくみ君なら大丈夫」と言葉をかけられ、イベントやインターネットでファンの様子を見て、「好意的に受け止めていただいて安心しました」と話している。
また、山崎は塩沢の役柄を代演をするに当たっては「兼人さんならこうするだろう」と想像して演じているとのこと。先述のムウに関しては「『ハーデス編』の頃は兼人さんの演技を意識していましたが、そろそろ自分のムウでやらせてもらっても良いかなと思い、今回（『黄金魂 -soul of gold-』）では最初から山崎ムウを意識しています」と語っている。
『機動戦士ガンダム THE ORIGIN』でも塩沢の持ち役であるマ・クベ役を担当していたが、『機動戦士ガンダム THE ORIGIN』の打ち上げ会場で、総監督の安彦良和から「あの声質で、あの芝居ができる人が居たとは…声優さんの凄さを再認識させていただきました。ありがとう」と固い握手をくれた。その時の山崎は2018年9月24日のTwitterで「恐縮です」と語り、山崎は帰り道、小雨模様の空に心の中で「兼人さーん、たくみも頑張ってまーす」と言っていたという。
2020年時点でも塩沢については、「素敵な先輩のまま」と語り、2人で呑んでた時の「たくみさぁ〜…」という会話は楽しい思い出だと語る。

### 趣味・嗜好
趣味は読書、スキー。
左利き。字は右手で書くため、学生時代は昼休みに飯を食べながらレポートを書くという特技もあった。その後、箸も両利きになったという。

### エピソード・人間関係
- 初主役で[17]、思い入れのある作品とキャラクターでもある[32]OVA『マクロスプラス』にて可変戦闘機YF-19のパイロットである主人公イサム・ダイソンを演じた際、「思わぬ形で夢が叶った」「気分は存分に味わえた」と評している[8]。
- 長年演じている『しましまとらのしまじろう』の空野とりっぴいに関しては「僕の3枚目の部分」と公言している[8]。1995年当時、『しましまとらのしまじろう』のプロデューサーだった栃平吉和は、山崎の特徴ある声が他の番組で聞こえてくると「あっ、とりっぴいが出てる!」と、つい思ってしまったという[33]。2019年に『しまじろう』の現場で山崎が出演していた『劇場版シティーハンター 〈新宿プライベート・アイズ〉』を観に行こうと思ったスタッフに山崎は『劇場版シティーハンター 〈新宿プライベート・アイズ〉』に出演していたことを言ってたところ、「えっ!?鳥の役ですか??」と言われた[34]。その時に山崎の演技は全部とりっぴいの声だと思われていたようであったという[34]。『しましまとらのしまじろう』内では、とりっぴいの弟たちの空野とと、空野りり、空野ぴぴも兼ねて演じている[35]。普段その弟たちは幼い設定のため喋ることは少ないが、1999年に放送されたあるエピソードでは、その弟たちがA・Bパートの2話とともに登場し、しかもかなりのセリフがあったため、山崎は1人4役を必死にこなし、録音スタッフもとりっぴいとその弟たち1人ずつで結局4回の収録になったという[36]。2014年6月4日付けの山崎のTwitterによると、その弟たちが活躍すると山崎の気力と体力を根こそぎ持っていたれるという[37]。りりについては、性別の設定が女子になったため、しまじろう役の南央美に変更されている[35]。
- 高橋美紀のことは「心の恋人」だったという[8]。
- 中田譲治とは仲が良く、多くの作品で共演したりしている[38]。

## 出演
太字はメインキャラクター。

### テレビアニメ
1989年
- 青いブリンク（兵士B）
- 美味しんぼ（1989年 - 1993年、選手C、審査員、記者 他） - 1シリーズ + 特別編2作品
- おぼっちゃまくん（1989年 - 1992年、赤顔次郎、非弱井、卑怒井、柿野の父、沙麻代のパパ 他）
- シティーハンター（1989年 - 1991年、部下A、殺し屋C、強盗B、警備員A、男、強盗 他） - 2シリーズ
- それいけ!アンパンマン（先生、セダンくん、郵便屋さん〈3代目〉、アマグモラ〈初代〉）
- 天空戦記シュラト（鳩摩羅天ムーラ）
- ビリ犬なんでも商会（富次郎、亀羅、釣り人、巡査）
- 魔動王グランゾート（抗体、兵士）
- ミスター味っ子（カメラマン）

1990年
- オバタリアン（学生）
- ジャングルブック・少年モーグリ（オオカミB、猟師B、ガロの仲間B、オオカミA、オオカミC）
- YAWARA!（1990年 - 1992年、人々、部員B、社員A、A氏、係員 他）
- RPG伝説ヘポイ（1990年 - 1991年、ドラゴンキャッスル / ハイパードラゴンキャッスル、ガンバード）

1991年
- 緊急発進セイバーキッズ
- ちびまる子ちゃん（1991年 - 1996年、黒田、係員、男子、黒木くん）
- どろろんぱっ!（ケンイチ）
- 21エモン（男の子B、店員A、レポーターC、ルナのパパ〈少年〉、男）
- 新世紀GPXサイバーフォーミュラ（山田、メカニック）
- 燃えろ!トップストライカー（シーザー）

1992年
- クレヨンしんちゃん（1992年 - 2015年、臼井、カタタタキ・カタ、佐々木、太田、前田俊夫 他）
- 元気爆発ガンバルガー（作業員）
- 絶対無敵ライジンオー（隊員）
- 超電動ロボ 鉄人28号FX
- 伝説の勇者ダ・ガーン（兵）
- フランダースの犬 ぼくのパトラッシュ（男B）
- ママは小学4年生（ボビー、小野地文夫、店員、ビデオ係、館野）
- ヤダモン（リック、ヨハン、ポストロボ 他）
- 横山光輝 三国志
- 笑ゥせぇるすまん

1993年
- 海がきこえる
- 機動戦士Vガンダム（ガリー・タン、兵士A、アジス・バギ、クルーA、隊員、兵）
- 熱血最強ゴウザウラー（AD、洋二の兄）
- 疾風!アイアンリーガー（1993年 - 1994年、アナウンサー、ダンクガンズ、グレイリンク、スパーキー、マドチェン ストレイク 他）
- しましまとらのしまじろう（空野とりっぴい、空野とと、空野りり〈初代〉、空野ぴぴ）
- ドラえもん（テレビ朝日版第1期）（1993年 - 1999年、アナウンサー、モール 他）
- 南国少年パプワくん（甲子園球児、ドクター高松）
- 忍たま乱太郎（1993年 - 2025年、雨鬼〈初代〉、辰村竜〈初代〉、雪鬼、鉢屋三郎〈はちや三郎〉、小松田秀作、義丸、小松田優作 他）
- 平成イヌ物語バウ（男の人）
- ミラクル☆ガールズ（男2）
- 勇者特急マイトガイン（ガードマン、ミキ）

1994年
- 機動武闘伝Gガンダム（1994年 - 1995年、ジョルジュ・ド・サンド、部下A、盗賊B、囚人、パイロット）
- きょうふのキョーちゃん（舛添要一、栗本慎一郎、とん平）
- 覇王大系リューナイト（1994年 - 1995年、ピラニーA、邪竜兵A）
- 魔法騎士レイアース（1994年 - 1995年、フェリオ）
- 魔法陣グルグル（具象気体）
- 勇者警察ジェイデッカー（1994年 - 1995年、パワージョー、柏崎雅矢、レポーター、係員）

1995年
- 行け!稲中卓球部（井沢ひろみ、前野の妄想のサル前野、犬神竜子の夫、竹中コータの父、タカシの父 他）
- 黄金勇者ゴルドラン（オスカル）
- 怪盗セイント・テール（リトル、宝田、山代）
- バーチャファイター（黒道着B）
- ビット・ザ・キューピッド（エピメテウス）

1996年
- 機動新世紀ガンダムX（ロアビィ・ロイ）
- ガンバリスト! 駿（持田、観客1）
- 名犬ラッシー（エルロイ、ラッシー）
- スレイヤーズNEXT（魔族デオ）
- 名探偵コナン（1996年 - 2021年、中道〈初代〉、松嶋、可児豊、微笑タンゴ 他）

1997年
- 金田一少年の事件簿（1997年 - 2000年、真壁誠、犬飼要介、百田梅男）
- スレイヤーズTRY（ジラス）
- 勇者王ガオガイガー（ウッポくん）
- 烈火の炎（羽丸）

1998年
- 浦安鉄筋家族（キツネ）
- おじゃる丸（1998年 - 2024年、金パパ、星野パパ〈初代〉、電ボ八老 他）
- コボちゃんスペシャル 約束のマジックディ
- serial experiments lain（黒の男）
- セクシーコマンドー外伝 すごいよ!!マサルさん（たくみ）
- 超魔神英雄伝ワタル（カモネギ）
- デビルマンレディー（前田清）
- Night Walker -真夜中の探偵-（紫藤龍彦）

1999年
- A.D.POLICE（ハンス・クライフ）
- 週刊ストーリーランド（1999年 - 2000年、同僚、広田、社員A、吾平）
- 小さな巨人 ミクロマン（デモンブルー、バーク）

2000年
- ピポパポパトルくん（2000年 - 2001年、コンボイ長官、やまもと、けん、まつのえ、ボギー 他）
- マシュランボー（金イーダー）

2001年
- 犬夜叉（獣郎丸、影郎丸）
- ギャラクシーエンジェル（ジョニィ）
- GREGORY HORROR SHOW THE BLOODY KARTE（Dr.フリッツ）
- スクライド（君島邦彦）
- FF：U 〜ファイナルファンタジー:アンリミテッド〜（2001年 - 2002年、ジョー・ハヤカワ、ボルボル）
- HELLSING（インコグニート）
- 魔法戦士リウイ（コンラッド）

2002年
- 奇鋼仙女ロウラン（相馬龍太郎）
- キン肉マンII世（2002年 - 2006年、トマス、セイウチン、バーバリアン 他） - 3シリーズ
- .hack//SIGN（ハロルド・ヒューイック）
- ONE PIECE（2002年 - 、カミュ、黒炭カン十郎、火前坊）

2003年
- 明日のナージャ（アーベル）
- GUNSLINGER GIRL（ビアンキ医師）
- 高橋留美子劇場 人魚の森（なりそこない）

2004年
- 今日からマ王!（2004年 - 2008年、ファンバレン） - 2シリーズ
- 絢爛舞踏祭 ザ・マーズ・デイブレイク（アキリーズ・ポーランドウッド）
- MEZZO -メゾ-（原田智久）
- モンキーターン（和久井錠司）

2005年
- ガンパレード・オーケストラ（芝村英吏）
- ドラえもん（テレビ朝日版第2期）（2005年 - 2024年、スネ吉、友人）
- ブラック・ジャック（記者）

2006年
- エンジェル・ハート（倉橋克己）
- 機神咆吼デモンベイン（ドクター・ウェスト）
- Gift 〜ギフト〜 eternal rainbow（ローリー 他）
- 史上最強の弟子ケンイチ（新島春男）
- 出ましたっ!パワパフガールズZ（ヌードラー）
- .hack//Roots（直毘 / 八咫）
- パンプキン・シザーズ（ジャン）
- ひまわりっ!（2006年 - 2007年、武智吾郎、マンサク、縄縫さす毛） - 2シリーズ
- まじめにふまじめ かいけつゾロリ（トリッチ）
- ロックマンエグゼBEAST+（キャッシュ）

2007年
- エル・カザド（オルテガ）
- 銀魂（2007年 - 2018年、河上万斉 / つんぽ） - 4シリーズ

2008年
- テイルズ オブ ジ アビス（ピオニー・ウパラ・マルクト九世）
- 隠の王（野分英生）
- はっけん たいけん だいすき!しまじろう（2008年 - 2024年、空野とりっぴい、空野とと、空野ぴぴ、ライオンポリス） - 3シリーズ

2010年
- スーパーロボット大戦OG -ジ・インスペクター-（アーチボルド・グリムズ）
- 咎狗の血（ナノ）
- リングにかけろ1 影道編（白虎）

2011年
- デジモンクロスウォーズ 〜時を駆ける少年ハンター達〜（カツジ）
- Fate/Zero（2011年 - 2012年、ケイネス・エルメロイ・アーチボルト） - 2シリーズ

2012年
- 氷菓（尾道先生）

2013年
- たまこまーけっと（デラ・モチマッヅィ〈鳥〉）

2014年
- ディスク・ウォーズ:アベンジャーズ（ウルトロン）
- 東京ESP（鷲花）

2015年
- Go!プリンセスプリキュア（ボロロ・ボアンヌ）

2016年
- パズドラクロス（トカゲ）

2017年
- プリンセス・プリンシパル（大佐）

2018年
- バキ（鎬昴昇）

2019年
- 聖闘士星矢 セインティア翔（牡羊座のムウ）
- 鬼滅の刃（2019年 - 2024年、鎹鴉） - 5シリーズ
- ロード・エルメロイII世の事件簿 -魔眼蒐集列車 Grace note-（2019年 - 2021年、ケイネス・エルメロイ・アーチボルト） - 1シリーズ + 特別編
- ラディアン（2019年 - 2020年、パズ男爵）

2020年
- 痛いのは嫌なので防御力に極振りしたいと思います。（2020年 - 2023年、ドレッド） - 2シリーズ
- ゲゲゲの鬼太郎（第6作）（吸血鬼ピー）
- アサティール 未来の昔ばなし（ハンマース）
- 半妖の夜叉姫（宗久 / 夜爪）

2021年
- 迷宮ブラックカンパニー（豚教官）

2022年
- デジモンゴーストゲーム（アシュラモン慈悲）

2023年
- ジョジョの奇妙な冒険 ストーンオーシャン（ウンガロ）
- BORUTO-ボルト- NARUTO NEXT GENERATIONS（バグ）
- 便利屋斎藤さん、異世界に行く（主）
- 逃走中 グレートミッション（2023年 - 2025年、平賀源内、ピエタ バローネ）

2024年
- かつて魔法少女と悪は敵対していた。（サダルスウド）
- るろうに剣心 -明治剣客浪漫譚- 京都動乱（2024年 - 2025年、夷腕坊）

### 劇場アニメ
1991年
- ドラミちゃん アララ♥少年山賊団!（チビスケの父）
- 老人Z（記者D）

1992年
- ドラえもん のび太と雲の王国（ホイの父）
- 21エモン 宇宙いけ! 裸足のプリンセス（アナウンサー）
- 機動戦士ガンダム0083 ジオンの残光（グワデン艦長）

1992年
- トトイ（マッシモ）

1993年
- ドラえもん のび太とブリキの迷宮（兵B）
- SD戦国伝 天下泰平編（武者砕虎摩亜屈）

1994年
- クレヨンしんちゃん ブリブリ王国の秘宝（警備兵2）

1995年
- スレイヤーズ（チンピラ）
- マクロスプラス MOVIE EDITION（イサム・ダイソン）

1996年
- 劇場版 魔法陣グルグル（モッコロA）
- 映画 忍たま乱太郎（雷鬼）
- スレイヤーズRETURN（村人B）

1997年
- 名探偵コナン 時計じかけの摩天楼
- エルマーの冒険（ロベルタ）

2001年
- 頭文字D Third Stage（御木先輩）

2002年
- キン肉マンII世 マッスル人参争奪! 超人大戦争（セイウチン）

2010年
- 劇場版 銀魂 新訳紅桜篇（河上万斉）

2011年
- 劇場版 マクロスF 恋離飛翼〜サヨナラノツバサ〜（イサム）
- 劇場版アニメ 忍たま乱太郎 忍術学園 全員出動!の段（小松田秀作、鉢屋三郎）
- スクライド オルタレイション（2011年 - 2012年、君島邦彦） - 2部作

2013年
- しまじろうのわお!（2013年 - 2022年、空野とりっぴい） - 9作品
- Fate/ゼロカフェ（2013年 - 2016年、ケイネス） - 2作品

2014年
- 南の島のデラちゃん（デラ・モチマッヅィ）

2017年
- 劇場版 Fate/kaleid liner プリズマ☆イリヤ 雪下の誓い（ランサーのカード使用者）

2019年
- 劇場版シティーハンター 〈新宿プライベート・アイズ〉（氷枝計）

2021年
- プリンセス・プリンシパル Crown Handler（2021年 - 2023年、大佐） - 3作品

2022年
- 機動戦士ガンダム ククルス・ドアンの島（マ・クベ）

2024年
- 劇場版 忍たま乱太郎 ドクタケ忍者隊最強の軍師（小松田秀作、鉢屋三郎）

2025年
- 劇場版 鬼滅の刃 無限城編 第一章 猗窩座再来（鎹鴉）

### OVA
時期不明
- M.D.GUIST（兵士たち）

1987年
- ドリームハンター麗夢III 夢隠 首なし武者伝説

1989年
- アーシアン（大七の兄）
- 超人ロック ロードレオン（パイロット）
- ぶっちぎり（キツネ）

1990年
- 新カラテ地獄変（弟子B）
- 新キャプテン翼（ミレウス）
- 名探偵ハンギョドン（ペンギンA）

1991年
- NG騎士ラムネ&40EX ビクビクトライアングル 愛の嵐大作戦（松井係長）
- おれ、夕子（中学生B）
- 機動戦士ガンダム0083 STARDUST MEMORY（研究員、副官、兵士B）
- 銀河英雄伝説（フェルデベルト）
- ここはグリーン・ウッド（同級生、男C）
- ザ・学園超女隊
- 静かなるドン
- 超幕末少年世紀タカマル（補佐官）
- ロードス島戦記（村人、兵士）

1992年
- 究極のSEXアドベンチャー カーマスートラ（警官）
- 天地無用! 魎皇鬼

1993年
- アル・カラルの遺産（警備兵D）
- 銃夢
- 絶対無敵ライジンオー みんなが地球防衛組（隊員）
- ドラゴンハーフ（マッピー、チャックソン）
- ブラック・ジャック（制作進行）
- ぼくの地球を守って（爆桃のメンバーA、男C、兵士、TVアナウンサー）
- 横浜ばっくれ隊3

1994年
- 疾風!アイアンリーガー 銀光の旗の下に（1994年 - 1995年、アナウンサー、ピック）
- 湘南純愛組!（塚井強）
- 装甲騎兵ボトムズ 赫奕たる異端（パイロット、典医、医師）
- ダーティペアFLASH（ドラゴン）
- 臀撃おしおき娘ゴータマン（あいざきしんや）
- 南国少年パプワくん 星降る夜に会いましょう（ドクター高松）
- マクロスプラス（イサム・ダイソン）

1996年
- ウェディングピーチDX（キヨシロー、シシタロー 他）
- 機動戦士ガンダム 第08MS小隊（兵、兵B）
- スレイヤーズすぺしゃる（町の人）

1997年
- 旭日の艦隊（電探手）
- 同窓会 Yesterday Once More（滝口洋介）
- レイアース（フェリオ）

1998年
- POWER DoLLS Detachment of Limited Line Service プロジェクトα（兵士）

2000年
- GRANDEEK〜外伝〜（ユーリー）
- MEZZO FORTE（原田智久）

2001年
- ARMITAGE DUAL-MATRIX（マウス）

2002年
- 頭文字D BATTLE STAGE（御木先輩）
- スクライド ファンディスク（君島邦彦）
- 聖闘士星矢 冥王ハーデス十二宮編（ムウ）
- .hack//Liminality（ハロルド）

2004年
- 頭文字D to the Next Stage 〜プロジェクトDへ向けて〜（御木先輩）

2005年
- イリヤの空、UFOの夏（浅羽の父）
- 星界の戦旗III（イドリア）
- トップをねらえ2!（カシオ・タカシロウ）

2007年
- 聖闘士星矢 冥王ハーデス冥界編 後章（ムウ）
- .hack//G.U. Returner（八咫）

2008年
- 聖闘士星矢 冥王ハーデスエリシオン編（ムウ）
- .hack//G.U. TRILOGY（八咫）
- METAL GEAR SOLID 2 BANDE DESSINEE（サイボーグ忍者）

2012年
- 史上最強の弟子ケンイチ（2012年 - 2014年、新島春男）

2018年
- 機動戦士ガンダム THE ORIGIN（マ・クベ） - 2019年に再編集作品『THE ORIGIN 前夜 赤い彗星』がテレビ放送

### Webアニメ
- 聖闘士星矢 黄金魂 -soul of gold-（2015年、ムウ）
- クレヨンしんちゃん外伝 お・お・お・のしんのすけ（2017年、ユノハナー）
- 聖闘士星矢: Knights of the Zodiac（2019年、牡羊座のムウ[84]）
- バキ（2020年、鎬昴昇）
- モンスターストライク エル 堕天の覚醒（2024年、アモン[85]）

### ゲーム
1992年
- YAWARA!

1994年
- 機動武闘伝Gガンダム（ジョルジュ・ド・サンド）
- YAWARA!2

1995年
- 魔法騎士レイアース セガサターン版・スーパーファミコン版（フェリオ） - 2作品

1996年
- 新スーパーロボット大戦（ガリー・タン、強化兵）

1998年
- 私立ジャスティス学園 LEGION OF HEROES（1998年 - 2000年、熱血隼人、EDIT男） - 3作品
- 新世代ロボット戦記ブレイブサーガ（パワージョー）
- ドラゴンフォースII -神去りし大地に-（ガンガス）

1999年
- いつか、重なりあう未来へ（レッド・スライリー）
- SDガンダム GGENERATION（1999年 - 2025年、キリング、イラム・マサム、ガリー・タン、ジョルジュ・ド・サンド、ロアビィ・ロイ） - 12作品
- Cybernetic EMPIRE（マクシミリアン・ブルーアム）
- To Heart（木林先生）
- 火魅子伝 〜恋解〜（遠州）

2000年
- 仮面ライダーV3（仮面ライダー2号）
- スーパーロボット大戦α / α for Dreamcast（2000年 - 2001年、イサム・ダイソン、強化兵） - 2作品
- ブレイブサーガ2（パワージョー）

2001年
- 犬夜叉（獣郎丸、影郎丸）
- スーパーロボット大戦α外伝（イサム・ダイソン、ロアビィ・ロイ、木戸丈太郎）
- 悪魔雀〜デビルマージャン〜（カイム、ジンメン、アグウェル、ゼノン）
- 湾岸 Midnight Club（エミリオ・サンチェス）

2002年
- Only you -リベルクルス-（フォスカー）
- キン肉マンII世 新世代超人VS伝説超人（セイウチン）
- キン肉マンII世 正義超人への道（セイウチン）
- .hack//シリーズ（ワイズマン〈Vol.1はED時CAST紹介のみ〉、ハロルド・ヒューイック）
- Phantom -PHANTOM OF INFERNO-DVD-PG版（レイモンド・マグワイヤ）
- ライジンピンポン（キューキュー団）
- ラチェット&クランク（店員）

2003年
- ヴィーナス&ブレイブス〜魔女と女神と滅びの予言〜（ガレフ）
- Angelic Vale（リューベック、ヴィルケス）
- Angelic Vale Progress 〜ウェスペールの迷宮〜（リューベック、レオーネ）
- グローランサーIV（ルードヴィッヒ）
- サモンナイト3（オルドレイク、マネマネ師匠）
- SUNRISE WORLD WAR Fromサンライズ英雄譚（ジョルジュ、君島）

2004年
- Wings Innocent（宇都妓一夜）
- 機神咆吼デモンベイン（ドクター・ウェスト）
- キン肉マン ジェネレーションズ（セイウチン）
- CROSS†CHANNEL（桜庭浩）※PS2版のみ
- 剣豪3（佐々木小次郎）
- スーパーロボット大戦MX（ジョルジュ・ド・サンド、塞臥）
- スーパーロボット大戦GC（木戸丈太郎、真幌羽士郎、ロック・アンロック）
- テイルズ オブ リバース（ヨッツア）
- ドーリィナイト（アルスタット・J・K）
- METAL GEAR SOLID 3 SNAKE EATER（オセロット）

2005年
- 新世紀勇者大戦
- スーパーロボット大戦MX ポータブル（ジョルジュ・ド・サンド、塞臥）
- 聖闘士星矢 聖域十二宮編（ムウ）
- 第3次スーパーロボット大戦α 終焉の銀河へ（イサム・ダイソン）
- テイルズ オブ ジ アビス（ピオニー）
- ぷよぷよフィーバー2（レムレス、あくま）
- METAL GEAR SOLID 3 SUBSISTENCE（オセロット）
- LIVE×EVIL 灼熱のエデマ（ファンレン）

2006年
- ガンパレード・オーケストラ（芝村英吏）
- 機神飛翔デモンベイン（ドクター・ウェスト）
- キン肉マン マッスルジェネレーションズ（セイウチン）
- スーパーロボット大戦XO（木戸丈太郎、真幌羽士郎、ロック・アンロック）
- テイルズ オブ ザ テンペスト（ティルキス・バローネ）
- テイルズ オブ デスティニー（PS2版）（レイノルズ）
- .hack//G.U.シリーズ（2006年 - 2017年、八咫 / 楢） - 4作品
- ぷよぷよ! Puyopuyo 15th anniversary（レムレス、あくま）
- METAL GEAR SOLID PORTABLE OPS（オセロット）
- 山佐DigiワールドSP 燃えよ! 功夫淑女（リー）

2007年
- Another Century's Episode 3 THE FINAL（イサム・ダイソン、ロアビィ・ロイ）
- 史上最強の弟子ケンイチ〜激闘!ラグナレク八拳豪（新島春男）
- スーパーロボット大戦OG ORIGINAL GENERATIONS（アーチボルド・グリムズ）
- スーパーロボット大戦OG外伝（アーチボルド・グリムズ）
- 聖闘士星矢 冥王ハーデス十二宮編（ムウ）
- テイルズ オブ ファンダム Vol.2（ピオニー・ウパラ・マルクト9世）
- METAL GEAR SOLID PORTABLE OPS+（オセロット）
- LIVE×EVIL 熱砂のプロメテウス（ファンレン）

2008年
- キラル盛 咎狗ポーカー（ナノ）
- 幻想水滸伝ティアクライス（インドリク、ビアズレイ、マスルール、ルバイス）
- スーパーロボット大戦A PORTABLE（ジョルジュ・ド・サンド、ネオ・ジオン兵）
- スーパーロボット大戦Z（ロアビィ・ロイ、マリン・レイガン）
- 咎狗の血 True Blood（謎の男 / ナノ）
- マクロスエースフロンティア（イサム・ダイソン）
- METAL GEAR SOLID 4 GUNS OF THE PATRIOTS（オセロット）

2009年
- スーパーロボット大戦NEO（木戸丈太郎）
- ぷよぷよ7（レムレス）
- マクロスアルティメットフロンティア（イサム・ダイソン）

2010年
- 咎狗の血 True Blood Portable（謎の男 / ナノ）
- .hack//Link（ワイズマン / 直毘 / 八咫）
- 忍たま乱太郎（2010年 - 2015年、鉢屋三郎、小松田秀作、義丸） - 2作品

2011年
- 機動戦士ガンダム オンライン（キリング）
- 聖闘士星矢戦記（ムウ）
- 第2次スーパーロボット大戦Z 破界篇 / 再世篇（2011年 - 2012年、ロアビィ・ロイ、マリン・レイガン） - 2作品
- テイルズ オブ エクシリア（バラン）
- ぷよぷよ!! Puyopuyo 20th anniversary（レムレス）
- プロジェクトケルベルス（大野清）
- マクロストライアングルフロンティア（イサム・ダイソン）

2012年
- 鬼武者Soul（最上義光、蘆名盛氏、朝倉孝景、森蘭丸、橋口隼人 他）
- スーパーロボット大戦OGサーガ 魔装機神II REVELATION OF EVIL GOD（リシェル・グレノール）
- テイルズ オブ エクシリア2（バラン）
- マックス アナーキー（ドゥルガー）
- とびたて!超時空トラぶる花札大作戦（ケイネス・エルメロイ・アーチボルト）

2013年
- 銀魂のすごろく（河上万斉）
- スーパーロボット大戦UX（イサム・ダイソン、ドクター・ウェスト）
- ぷよぷよ!!クエスト（2013年 - 2022年、レムレス、あくま、エイシュウ）
- マクロス30 銀河を繋ぐ歌声（イサム・ダイソン）
- 聖闘士星矢 ブレイブ・ソルジャーズ（ムウ）

2014年
- 鬼武者Soul カードラッシュ
- Fate/hollow ataraxia（ケイネス）
- ぷよぷよテトリス（レムレス）
- ベヨネッタ2（エーシル）

2015年
- 神撃のバハムート（タルトマン）
- スーパーロボット大戦BX（イサム・ダイソン）
- 聖闘士星矢 ソルジャーズ・ソウル（ムウ）
- 第3次スーパーロボット大戦Z 天獄篇（イサム・ダイソン）
- ブレイブリーセカンド（ガイスト）
- 咎狗の血 TBA（ナノ / n ）

2016年
- マクロスΔスクランブル（イサム・ダイソン）

2018年
- 銀魂乱舞（河上万斉）
- Shadowverse（2018年 - 2020年、タルトマン、粗暴な豪剣士、月影の魔法使い、享楽の支配人・ボルテオ、ダーティプリースト）
- Fate/Grand Order（ケイネス・エルメロイ・アーチボルト）

2019年
- 歌マクロス スマホDeカルチャー（イサム・ダイソン）
- スーパーロボット大戦T（ジョルジュ・ド・サンド）
- スーパードラゴンボールヒーローズ ワールドミッション（ビビディ）
- 北斗の拳 LEGENDS ReVIVE（2019年 - 2023年、スペード、ダガール）
- テイルズ オブ ザ レイズ（2019年 - 2021年、ピオニー・ウパラ・マルクト9世、ティルキス・バローネ）

2020年
- 痛いのは嫌なので防御力に極振りしたいと思います。〜らいんうぉーず!〜（ドレッド）
- ドラゴンクエストX いばらの巫女と滅びの神 オンライン（カーロウ）
- 聖闘士星矢 ライジングコスモ（牡羊座 ムウ）
- 共闘ことばRPG コトダマン（雑魚〈北斗の拳〉）
- ぷよぷよテトリス2（レムレス）

2021年
- 鬼滅の刃 ヒノカミ血風譚（鎹鴉）
- スーパーロボット大戦30（パワージョー）

2022年
- 刀剣乱舞無双（黒田官兵衛）
- Fit Boxing 北斗の拳 〜お前はもう痩せている〜（ザコ）

2023年
- スーパーロボット大戦DD（アーチボルド・グリムズ）
- 機動戦士ガンダム U.C. ENGAGE（マ・クベ）

2024年
- マクロス -Shooting Insight-（イサム・ダイソン）
- ファイアーエムブレム ヒーローズ（レーラズ）

2025年
- 機動戦士ガンダム アーセナルベース（ジョルジュ・ド・サンド）
- スーパーロボット大戦Y（木戸丈太郎）

### 吹き替え

#### 映画
- アルナーチャラム 踊るスーパースター（ランガーチャリ）
- ウエルカム・トゥ・サイゴン（フランキー）
- スタートレック:ディープ・スペース・ナイン（ロム）
- ドクター・ドリトル（マーク・ウェラー）※DVD・ビデオ版
- ネイビー・シールズ※テレビ朝日版
- パワーレンジャーシリーズ
  - パワーレンジャー（ピッグモンスター、ノーマン）
- 不思議の国のアリス（白ウサギ）
- 幽幻道士3（警察官）
- ユニバーサル・ソルジャー※テレビ朝日版

#### ドラマ
- Xファイルシーズン1『D.P.O』（ゼロ〈ジャック・ブラック〉）※ビデオ版
- ノック! ノック! ようこそベアーハウス（タター）

#### アニメ
- ANIMANIACS（スピーヴィー）
- アベンジャーズ・アッセンブル（ウルトロン）
- カウ&チキン（チキン）
- サウスパーク（フィリップ、シド）
- ザ・シンプソンズ（アーノルド・アーニー・パイ、アナウンサー）
- シュレック（三匹の子豚）
- ジョニー・ブラボー（ポップス、王様〈レイモンド〉、男、サイ 他）
- ぞうのババール（ケビン）
- タイニー・トゥーンズ（犬）
- ダックテイル（バッバ）
- ドナルドのベルボーイ（PJ）※BVHE版
- バットマン:ブレイブ&ボールド（サイコパイレート）
- パワーパフガールズ アンダーグラウンド（トーキング・ドッグ）
- リセス 〜ぼくらの休み時間〜
- ロボット・チキン（ザ・ナード、デンガー 他）

### 特撮
- 手裏剣戦隊ニンニンジャー（2015年、妖怪イッタンモメンの声[101]）
- 快盗戦隊ルパンレンジャーVS警察戦隊パトレンジャー（2018年、ピッチ・コックの声[102]）

### ドラマCD
- アリアンロッド・サガ ファンブック 「Heartbreak Memory」付属 ドラマCD「追憶のフラグメント」（オスゥイン・ゴーダ）
- Weiß kreuz Dramatic Image Album（中年男）
- かつて魔法少女と悪は敵対していた。（サダルスウド[103]）
- グラディウスIII　オリジナルサウンドトラック　トラック4　開発秘話「真夏の夜明けに正月を見た」
- 機神咆吼デモンベイン ミニドラマCD volume-01,02,03（ドクター・ウェスト）
- 機動戦士ガンダム 逆襲のシャア ベルトーチカ・チルドレン（クルーB）
- キン肉マンII世シリーズ（セイウチン）「精一杯!セイウチン」
  - キン肉マンII世 キャラクターソングコレクション新世代正義超人の歌
  - キン肉マンII世 The Perfect Collection
- 勝負は時の…運だろ?（磯崎まりお）
- 私立ジャスティス学園 アドベンチャードラマアルバム 〜ねらわれた太陽学園 熱血探偵編〜（熱血隼人）
- スーパーロボット大戦OG -ジ・インスペクター- ドラマCD vol.2（アーチボルド・グリムズ）
- スクライド サウンド・エディション（君島邦彦）
- スクライド設定資料集特典ドラマCD（君島邦彦[104]）
- 先生はダミー（由馬）
- テイルズ オブ ザ テンペスト（ティルキス・バローネ）
- テイルズ オブ ジ アビスVol.1、3（ピオニー・ウパラ・マルクト九世）
- 忍たま乱太郎シリーズ
  - 忍たま乱太郎 ドラマCD 図書委員会の段（鉢屋三郎、小松田秀作）
  - 忍たま乱太郎 ドラマCD 火薬委員会の段（小松田秀作、小松田優作）
  - 忍たま乱太郎 ドラマCD 学級委員長委員会の段（鉢屋三郎、小松田秀作）
  - 忍たま乱太郎 ドラマCD 五年生の段（鉢屋三郎、小松田秀作）
  - 忍たま乱太郎 ドラマCD ろ組の段〜中巻〜（鉢屋三郎、小松田秀作）
- Fate/Zero（ケイネス・エルメロイ・アーチボルト）
- 鋼の錬金術師 天上の宝冠（アルバート・ハインツ）
- ぼくとわたしの恋愛事情 〜魅惑のミラクル井戸〜（クラウス）
- 魔神英雄伝ワタル外伝 ピュアピュアヒミコ 第三巻、第四巻（銀行強盗B・新小岩五郎）
- 魔法学園エウレキア 〜風紀部に咲く、白乙女〜（ディオン・クライス）
- MEZZO -メゾ- 番外編「音の殻」（原田智久）
- Mr.FULLSWING（蛇神尊）
- 勇者警察ジェイデッカー CDミステリー劇場 「謎の招待状〜今、真実が明かされる時〜」（パワージョー、柏崎雅也）

### その他
- サミー 北斗の拳 (パチスロ)（ザコ）
- 志摩スペイン村・パルケエスパーニャ（ドンキホーテ〈ドンキー・2代目〉）
- タカラ 建設合体ビルドタイガーCM（パワージョー）
- バンダイビジュアル マクロス デジタルミッション VF-X
- 山佐
  - 燃えよ!功夫淑女（リー）（スロット機の液晶キャラ）
  - パチスロキン肉マン（ジェロニモ）
- レゴ CM
  - 街シリーズ
  - お城シリーズ
- 舞台『ロード・エルメロイII世の事件簿 -case.剥離城アドラ-』（2019年12月15日 - 2020年1月19日、千葉県 / 東京都 / 大阪府 / 福岡県 / 東京都 5公演） - ケイネス 役（声の出演）

## 音響監督
- たちゅまる劇場（2010年）